# Измерительная техника
Измерительная техника — совокупность технических средств, используемых для определения опытным путём параметров изделий и предметов (например, их размеров, качества поверхности), технологических процессов, характеристик явлений природы и состояния окружающей среды, свойств технических, биологических и других объектов. Область науки и техники, занимающаяся разработкой и применением методов, средств и систем для измерения различных физических величин.
Простейшим примером измерительного прибора является обыкновенная канцелярская линейка , предназначенная для измерения линейных размеров объектов. Измерительные приборы также называют "Средствами Измерений" (СИ) . Большая часть СИ допущенных к работе на промышленных предприятиях обязана проходить периодическую калибровку или поверку в центральной службе метрологии (ЦСМ) - государственном учреждении, осуществляющем контроль и учет средств измерений на соответствие  их заявленным в паспорте параметрам, в частности, классу точности (заявленной погрешности).